# Finlandia ai IV Giochi olimpici invernali
La Finlandia partecipò ai IV Giochi olimpici invernali, svoltisi a Garmisch-Partenkirchen, Germania, dal 6 al 16 febbraio 1936, con una delegazione di 19 atleti impegnati in cinque discipline.

## Medagliere

### Per discipline
| Sport                   | Oro | Argento | Bronzo | Totale |
| ----------------------- | --- | ------- | ------ | ------ |
| Sci di fondo            | 1   | 0       | 1      | 2      |
| Pattinaggio di velocità | 0   | 2       | 2      | 4      |
| Totale                  | 1   | 2       | 3      | 6      |

### Medaglie
| Medaglia | Atleta                                                  | Sport                   | Evento             |
| -------- | ------------------------------------------------------- | ----------------------- | ------------------ |
| Oro      | Sulo Nurmela Klaes Karppinen Matti Lähde Kalle Jalkanen | Sci di fondo            | Staffetta maschile |
| Argento  | Birger Wasenius                                         | Pattinaggio di velocità | 5000 m maschile    |
| Argento  | Birger Wasenius                                         | Pattinaggio di velocità | 10000 m maschile   |
| Bronzo   | Birger Wasenius                                         | Pattinaggio di velocità | 1500 m maschile    |
| Bronzo   | Antero Ojala                                            | Pattinaggio di velocità | 5000 m maschile    |
| Bronzo   | Pekka Niemi                                             | Sci di fondo            | 18 km maschile     |